# Jagdfliegergeschwader 9
Das Jagdfliegergeschwader 9 (JG-9) trug den Ehrennamen Heinrich Rau und war ein fliegender Verband in Regimentsstärke der NVA-Luftstreitkräfte in direkter Unterstellung der 3. Luftverteidigungsdivision.

## Geschichte

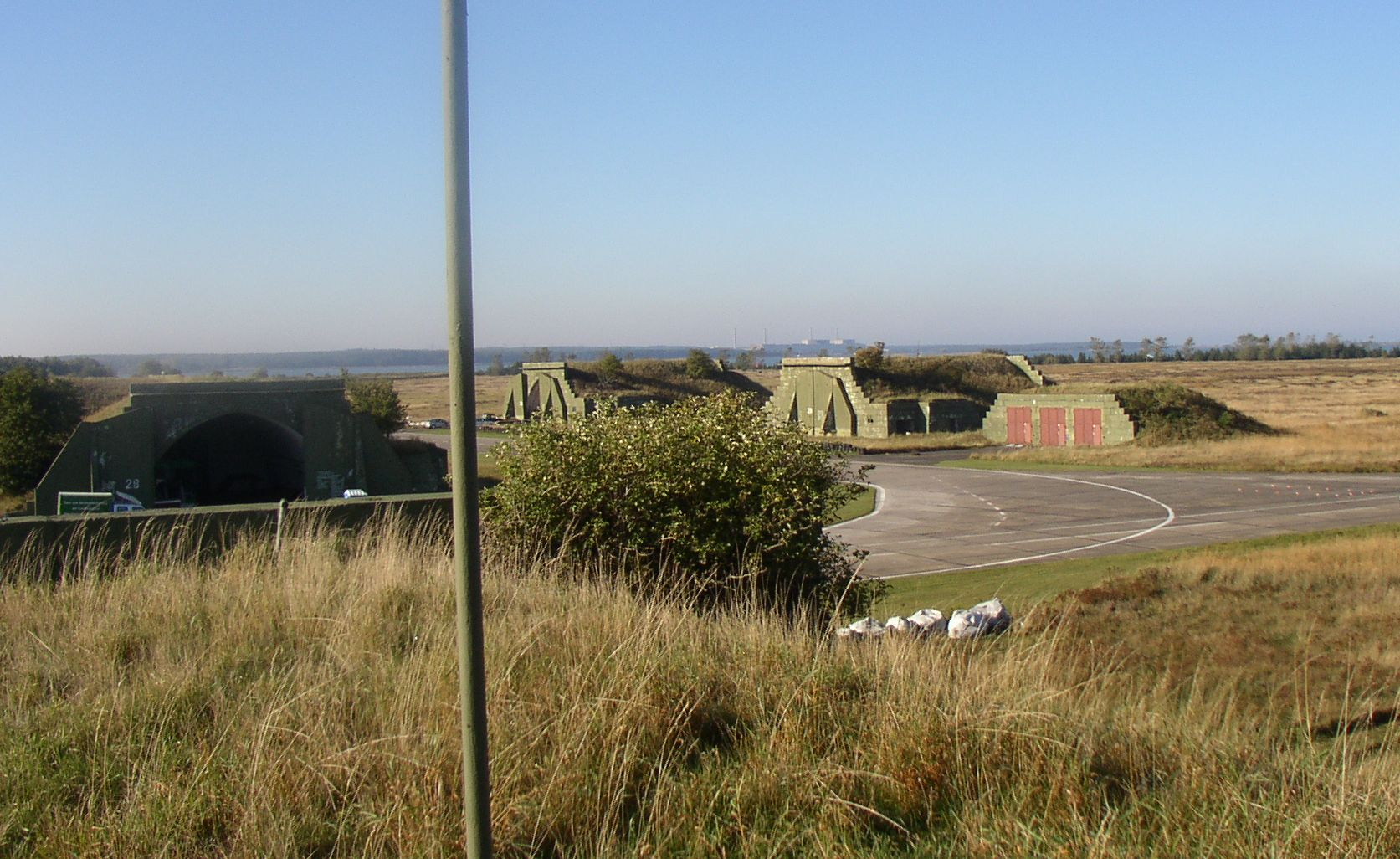
JG-9, NVA-Fliegerhorst Peenemünde
(MiG-Shelter Typ GDF, links 1 × offen, rechts 2 × geschlossen, ganz rechts Muni-Bunker)

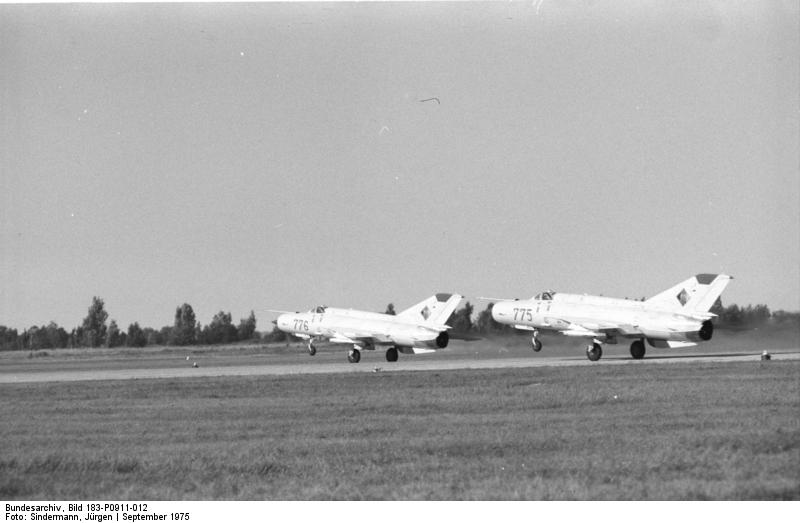
Übungsflug am 11. September 1975

Vorläufer des JG-9 war die im Dezember 1953 aufgestellte 3. Abteilung des 2. Aeroklubs der Kasernierten Volkspolizei (KVP) am Flugplatz Cottbus-Drewitz. Am 28. August 1954 wurde sie in das 3. Kommando des 2. Aeroklubs der KVP umbenannt. Mit der Übernahme in die NVA am 26. Dezember 1956 wurde es als 9. Fliegergeschwader der 3. Fliegerdivision geführt. Ab dem 16. Mai 1961 wurde das Geschwader zum Flugplatz Peenemünde im Norden der Insel Usedom verlegt, wo es am 9. Juni 1961 in Jagdfliegergeschwader 9 (JFG-9; später JG-9) umbenannt wurde. Der genutzte, schon zur einstigen Erprobungsstelle der Luftwaffe „Peenemünde-West“ gehörende Flugplatz wurde zuvor von 1958 bis 1961 erheblich erweitert und ausgebaut. Als Dezentralisierungsflugplatz war der Flugplatz Groß Mohrdorf vorgesehen.
Zum 10. Jahrestag der NVA erhielt das JG-9 als erstes Jagdfliegergeschwader am 1. März 1966 den Ehrennamen Heinrich Rau.
Air Controlling und Einsatzführung der Jagdflugzeuge erfolgten vom damaligen Gefechtsstand Pudagla.
Ende der 1980er Jahre wurde überlegt, aufgrund der Ausklammerung von Marinestreitkräften bei den Wiener Abrüstungsverhandlungen, das JG-9 als Marinejagdgeschwader in die Volksmarine einzugliedern. Da sich die MiG-23 dafür aber nicht eignete, wurde davon abgesehen.
Am 13. September 1990 kam es bei einer Flugvorführung vor dem Verteidigungsausschuss des Deutschen Bundestages mit einer MiG-23ML beim JG-9 zu einem Flugunfall mit tödlichem Ausgang, als Major Sascha Syrbe mit seiner Maschine nach Verlust der Raumorientierung abstürzte und tödlich verunglückte. Es handelte sich dabei um den letzten derartigen Flugunfall der NVA. Der verunglückte Pilot hinterließ seine Frau, die spätere Landrätin der Landkreise Ostvorpommern und Vorpommern-Greifswald, Barbara Syrbe, und drei Kinder.
Der letzte Flugtag war am 26. September 1990. Der letzte Flug eines NVA-Flugzeuges überhaupt fand am 27. September 1990 im JG-3 Preschen mit einer MiG-29A (604) statt.

## Kommandeure
| Dienstgrad, Name                  | Dienstzeit               | Bemerkungen                                                          |
| --------------------------------- | ------------------------ | -------------------------------------------------------------------- |
| Hauptmann Richter                 | 1954–1955                |                                                                      |
| Major Dörl                        | 1955–1956                |                                                                      |
| Major Siegfried Haufe             | 1956–1957                | später Oberst u. Kdr. Institut für Sprachausbildung der NVA Naumburg |
| Hauptmann Schneider               | 1957–1960                |                                                                      |
| Hauptmann Wiese                   | 1. Jan. – 21. Aug. 1961  |                                                                      |
| Major Klaus-Jürgen Baarß          | 1. Sept. – 15. Nov. 1961 | später GenLtn im Kommando LSK/LV                                     |
| Major Schneider                   | 1961–1963                |                                                                      |
| Major Ullmann                     | 1963–1964                |                                                                      |
| Major Köhler                      | 1. Jun. – 30. Okt. 1964  |                                                                      |
| Major Günter Schmidt              | 1. Nov. 1964 – Aug. 1965 | tödlicher Absturz am 13. August 1965                                 |
| Oberstleutnant Klaus-Jürgen Baarß | 1965–1968                |                                                                      |
| Hauptmann Rolf Berger             | 1968–1973                | später Generalleutnant und Chef Kommando LSK/LV                      |
| Oberstleutnant Fiß                | 1973–1977                |                                                                      |
| Oberstleutnant Klaus Zimmermann   | 1977–1978                | später GenMaj u. Kommandeur FO FMTFK                                 |
| Oberstleutnant Pätz               | 1978–1981                |                                                                      |
| Major Gyurkovits                  | 1981–1985                | 1983 noch Oberstleutnant                                             |
| Oberst Ralf Wukasch               | 1985–1989                | 1990 Oberst u. Kdr. FO FMTFK                                         |
| Oberstleutnant Dietze             | 1989–1990                |                                                                      |

Anmerkung: Rahmenstruktur siehe Geschwader, Luftstreitkräfte NVA

## Eingesetzte Flugzeugtypen
Im JG-9 wurden folgende Kampfflugzeugtypen eingesetzt:
- Jak-18
- Jak-11
- MiG-15bis
- MiG-15UTI
- MiG-17F
- MiG-17PF
- MiG-21F13
- MiG-21PFM
- MiG-21U
- MiG-21SPS
- MiG-21SPS/K
- MiG-21M
- MiG-21US
- MiG-21bis in zwei Versionen („SAU“ und „Lasur“)
- MiG-21MF
- MiG-21UM
- MiG-23ML
- MiG-23MF
- MiG-23UB

## Auflösung
Am 2. Oktober 1990 erfolgte der letzte Geschwaderappell. Mit der Außerdienststellung der NVA im Jahre 1990 wurde das Geschwader aufgelöst.